# ムサシ大山
ムサシ大山（ムサシおおやま、1957年12月4日 - ）は、日本のプロレスラー。本名：石川 満一（いしかわ みつかず）。

## 経歴
19歳の時に新日本プロレスに入門したがデビュー前に退団。その後、JWA東海プロレスにリキ石川として参戦。
1995年7月21日、東京プロレス藤沢町民体育館大会で石川満一として深谷友一とタッグを組んで対川畑輝鎮&畠中浩旭戦でプロデビュー。同年、リングネームをムサシ大山に改名。
2001年、ターザン後藤一派に入団。
2009年、後藤一派を退団。

## 得意技
ジャーマンスープレックス
サソリ固め
胴締めスリーパーホールド

## タイトル歴
- JWA東海王座
- インディー世界無差別級王座
- アメリカスヘビー級王座